# Комунарське сільське поселення
Комунарське сільське поселення — муніципальне утворення в Октябрському районі Ростовської області Росія.
Адміністративний центр поселення — селище Новосвєтловський.
Населення — 5908 осіб (2010 рік).
Комунарське сільське поселення розташоване у центрі Октябрського району у долині Грушівки, її правої притоки Аюти та річки Кадамовки на південний захід від міста Шахти й смт Каменоломні.

## Адміністративний устрій
До складу Комунарського сільського поселення входять:
- селище Новосвєтловський — 977 осіб (2010 рік);
- селище Верхньогрушевський — 1319 осіб (2010 рік);
- селище Зарічний — 127 осіб (2010 рік);
- селище Заозер'я — 178 осіб (2010 рік);
- селище Красногорняцький — 1751 особа (2010 рік);
- селище Мала Сопка — 106 осіб (2010 рік);
- селище Староковильний — 80 осіб (2010 рік);
- хутір Зарічний — 510 осіб (2010 рік);
- хутір Комуна — 443 осіб (2010 рік);
- хутір Привольний — 417 осіб (2010 рік).